# Tamos
Tamos (zmarł w 400 p.n.e.) - egipcjanin, perski namiestnik Jonii, admirał, dowódca floty egipskiej w służbie buntownika perskiego i brata królewskiego Cyrusa.
Po pokonaniu armii buntowniczej przez Artakserksesa II w 400 p.n.e., Tamos jako jeden z jej dowódców uciekł wraz z synem i podległą mu flotą do ojczystego Egiptu. Został zamordowany na rozkaz faraona Amyrtajosa, bojącego się perskiej interwencji i pragnącego zagarnąć przywieziony przez Tamosa skarb.